# Chivasso
Chivasso (Civass en piamontés) es una comuna italiana de la provincia de Turín, en la región italiana de Piamonte. Está situada unos 20 kilómetros al noreste de Turín. Según los datos del 31 de diciembre de 2018 tenía una población de 26 908 habitantes y un área de 51,3 km². El nombre de la población probablemente tiene un origen romano derivado de Celvaxium. El alcalde de la ciudad, elegido el 25 de junio de 2017, es Claudio Castello, del Partido Democrático de centroizquierda.
Entre los eventos culturales de la ciudad destaca el Festival Internacional de Literatura "I Luoghi delle Parole" que se celebra la primera semana de octubre. También son destacables el Carnaval histórico de Chivasso y las fiestas en honor de San Angelo Cardetti de Chivasso, patrón de la localidad.

## Evolución demográfica
| Gráfica de evolución demográfica de Chivasso entre 1861 y 2015 |
|                                                                |
| Fuente ISTAT - elaboración gráfica de Wikipedia                |

## Ciudades Hermanadas
- Przemyśl, Polonia

- Datos: Q9275
- Multimedia: Chivasso / Q9275

1. ↑  Worldpostalcodes.org, código postal n.º 10034.
2. ↑  «Codici Catastali». Comuni-italiani.it (en italiano). Consultado el 29 de abril de 2017.